# Knuty
Knuty (ukr. Кнути) – wieś na Ukrainie, w obwodzie czernihowskim, w rejonie koriukowskim. W 2001 liczyła 277 mieszkańców, wśród których 273 jako ojczysty język wskazało ukraiński, a 4 rosyjski.